# Magiárabes
Os magiárabes são um grupo étnico que habita o sul do Egito e norte do Sudão (Uádi Halfa), no Rio Nilo. São descendentes de húngaros, provavelmente levados pelos Otomanos para a África como escravos em 1517, e mulheres núbias, possuindo aparência mestiça.

## Etimologia
O termo magiárabe (magyarab), ao contrário do que possa parecer, não é uma aglutinação das palavras magiar e árabe, sendo, na realidade, uma combinação de magyar (húngaro) e ab, que, em língua núbia, significa simplesmente tribo. O termo magyarab significa, portanto, "tribo dos húngaros".

## História
Segundo a lenda, um exército formado por cristãos húngaros, a mando do Império Otomano, lutava no sul do Egito, e acabou permanecendo ali uma parte da guarnição, estabelecendo laços com as mulheres núbias locais, dando origem aos magiárabes modernos.
Segundo os magiárabes locais, seu ancestral comum é o general Ibraim Almaguiar, que no ano de 1517, a serviço do sultão Selim I, viajou com seu anfitrião para Uádi Halfa, para onde se enraizou e se casou com uma mulher núbia. O casal teve um filho chamado Ali que, por sua vez, deixou cinco descendentes (Selabi, Mustafá, Jalaladim, Muça e Iqueça) de onde viriam os magiárabes atuais.